# Dziedzino (rejon dokszycki)
Dziedzino (biał. Дзедзіна; ros. Дедино) – wieś na Białorusi, w obwodzie witebskim, w rejonie dokszyckim, w sielsowiecie Tumiłowicze.
Znajduje się tu parafialna cerkiew prawosławna pw. Opieki Matki Bożej.

## Historia
W czasach zaborów wieś i majątek leżały w gminie Tumiłowicze, w powiecie borysowskim, w guberni mińskiej Imperium Rosyjskiego.
W dwudziestoleciu międzywojennym wieś i majątek leżały w Polsce, w województwie wileńskim, w powiecie duniłowickim, od 1926 w powiecie dziśnieńskim, w gminie Tumiłowicze, a następnie w gminie Dokszyce.
Według Powszechnego Spisu Ludności z 1921 roku zamieszkiwało:
- wieś – 402 osoby, 2 były wyznania rzymskokatolickiego a 400 prawosławnego. Jednocześnie 48 mieszkańców zadeklarowało polską przynależność narodową, a 354 białoruską. Były tu 83 budynki mieszkalne[6]. W 1931 w 92 domach zamieszkiwały 402 osoby[7].
- majątek – 107 osób, 2 były wyznania rzymskokatolickiego, a 400 prawosławnego. Jednocześnie 48 mieszkańców zadeklarowało polską przynależność narodową, a 354 białoruską. Było tu 8 budynków mieszkalnych[6]. W 1931 w 4 domach zamieszkiwało 45 osób[7].

Wierni należeli do parafii rzymskokatolickiej w Dokszycach i prawosławnej w Tumiłowiczach. Miejscowość podlegała pod Sąd Grodzki w Dokszycach i Okręgowy w Wilnie; właściwy urząd pocztowy mieścił się w Tumiłowiczach.
Po agresji ZSRR na Polskę w 1939 roku wieś znalazła się w granicach BSRR. W latach 1941–1944 była pod okupacją niemiecką. Od 1945 leżała w BSRR. Od 1991 roku w Republice Białorusi.